# 小林進一
小林 進一（こばやし しんいち、1908年10月15日 - 1992年8月9日）は、日本の経営者。パロマ社長、会長を務めた。愛知県出身。

## 経歴
1926年に愛知県立工業学校を卒業し、1927年に家業を継ぎ、1943年に代表取締役。
1965年にパロマとパロマ工業各社社長に就任し、1981年には各社会長に就任。
1965年7月に紺綬褒章を受章し、1977年11月に紫綬褒章を受章し、1983年4月に勲三等瑞宝章を受章。。
1992年8月9日肺炎のために死去。83歳没。